# Albumy numer jeden w roku 2014 (USA)
Notowanie Billboard 200 przedstawia najlepiej sprzedające się albumy oraz EP w Stanach Zjednoczonych. Publikowane jest ono przez tygodnik Billboard, a dane kompletowane są przez Nielsen SoundScan w oparciu o cotygodniowe wyniki sprzedaży cyfrowej oraz fizycznej albumów.

## Historia notowania
| Data publikacji | Album                                       | Artysta                         | Źródło |
| --------------- | ------------------------------------------- | ------------------------------- | ------ |
| 4 stycznia      | Beyoncé                                     | Beyoncé                         | [ 1 ]  |
| 11 stycznia     | Beyoncé                                     | Beyoncé                         | [ 2 ]  |
| 18 stycznia     | Frozen                                      | Soundtrack                      | [ 3 ]  |
| 25 stycznia     | Frozen                                      | Soundtrack                      | [ 4 ]  |
| 1 lutego        | High Hopes                                  | Bruce Springsteen               | [ 5 ]  |
| 8 lutego        | Frozen                                      | Soundtrack                      | [ 6 ]  |
| 15 lutego       | Frozen                                      | Soundtrack                      | [ 7 ]  |
| 22 lutego       | Now 49                                      | Różni wykonawcy                 | [ 8 ]  |
| 1 marca         | The Outsiders                               | Eric Church                     | [ 9 ]  |
| 8 marca         | Frozen                                      | Soundtrack                      | [ 10 ] |
| 15 marca        | Oxymoron                                    | Schoolboy Q                     | [ 11 ] |
| 22 marca        | Mastermind                                  | Rick Ross                       | [ 12 ] |
| 29 marca        | Frozen                                      | Soundtrack                      | [ 13 ] |
| 5 kwietnia      | Frozen                                      | Soundtrack                      | [ 14 ] |
| 12 kwietnia     | Frozen                                      | Soundtrack                      | [ 15 ] |
| 19 kwietnia     | Frozen                                      | Soundtrack                      | [ 16 ] |
| 26 kwietnia     | Frozen                                      | Soundtrack                      | [ 17 ] |
| 3 maja          | Frozen                                      | Soundtrack                      | [ 18 ] |
| 10 maja         | Frozen                                      | Soundtrack                      | [ 19 ] |
| 17 maja         | Frozen                                      | Soundtrack                      | [ 20 ] |
| 24 maja         | Now 50                                      | Różni wykonawcy                 | [ 21 ] |
| 31 maja         | Turn Blue                                   | The Black Keys                  | [ 22 ] |
| 7 czerwca       | Ghost Stories                               | Coldplay                        | [ 23 ] |
| 14 czerwca      | Ghost Stories                               | Coldplay                        | [ 24 ] |
| 21 czerwca      | Platinum                                    | Miranda Lambert                 | [ 25 ] |
| 28 czerwca      | Lazaretto                                   | Jack White                      | [ 26 ] |
| 5 lipca         | Ultraviolence                               | Lana Del Rey                    | [ 27 ] |
| 12 lipca        | X                                           | Ed Sheeran                      | [ 28 ] |
| 19 lipca        | Trigga                                      | Trey Songz                      | [ 29 ] |
| 26 lipca        | 1000 Forms of Fear                          | Sia                             | [ 30 ] |
| 2 sierpnia      | Mandatory Fun                               | "Weird Al" Yankovic             | [ 31 ] |
| 9 sierpnia      | 5 Seconds of Summer                         | 5 Seconds of Summer             | [ 32 ] |
| 16 sierpnia     | Hypnotic Eye                                | Tom Petty and the Heartbreakers | [ 33 ] |
| 23 sierpnia     | Guardians of the Galaxy: Awesome Mix Vol. 1 | Soundtrack                      | [ 34 ] |
| 30 sierpnia     | Guardians of the Galaxy: Awesome Mix Vol. 1 | Soundtrack                      | [ 35 ] |
| 6 września      | Blacc Hollywood                             | Wiz Khalifa                     | [ 36 ] |
| 13 września     | My Everything                               | Ariana Grande                   | [ 37 ] |
| 20 września     | V                                           | Maroon 5                        | [ 38 ] |
| 27 września     | Anomaly                                     | Lecrae                          | [ 39 ] |
| 4 października  | Partners                                    | Barbra Streisand                | [ 40 ] |
| 11 października | Cheek to Cheek                              | Tony Bennett i Lady Gaga        | [ 41 ] |
| 18 października | Bringing Back the Sunshine                  | Blake Shelton                   | [ 42 ] |
| 25 października | Old Boots, New Dirt                         | Jason Aldean                    | [ 43 ] |
| 1 listopada     | Anything Goes                               | Florida Georgia Line            | [ 44 ] |
| 8 listopada     | .5: The Gray Chapter                        | Slipknot                        | [ 45 ] |
| 15 listopada    | 1989                                        | Taylor Swift                    | [ 46 ] |
| 22 listopada    | 1989                                        | Taylor Swift                    | [ 47 ] |
| 29 listopada    | 1989                                        | Taylor Swift                    | [ 48 ] |
| 6 grudnia       | Four                                        | One Direction                   | [ 49 ] |
| 13 grudnia      | 1989                                        | Taylor Swift                    | [ 50 ] |
| 20 grudnia      | 1989                                        | Taylor Swift                    | [ 51 ] |
| 27 grudnia      | 2014 Forest Hills Drive                     | J. Cole                         | [ 52 ] |